# Xerez Deportivo Fútbol Club
El Xerez Deportivo Fútbol Club, también conocido como Xerez D.F.C., es un club de fútbol de Jerez de la Frontera. Fue fundado en 2013 por un grupo de aficionados debido a la mala situación que vivía el Xerez C.D. Juega en la Segunda Federación y disputa sus partidos como local en el Estadio Municipal de Chapín.

## Historia

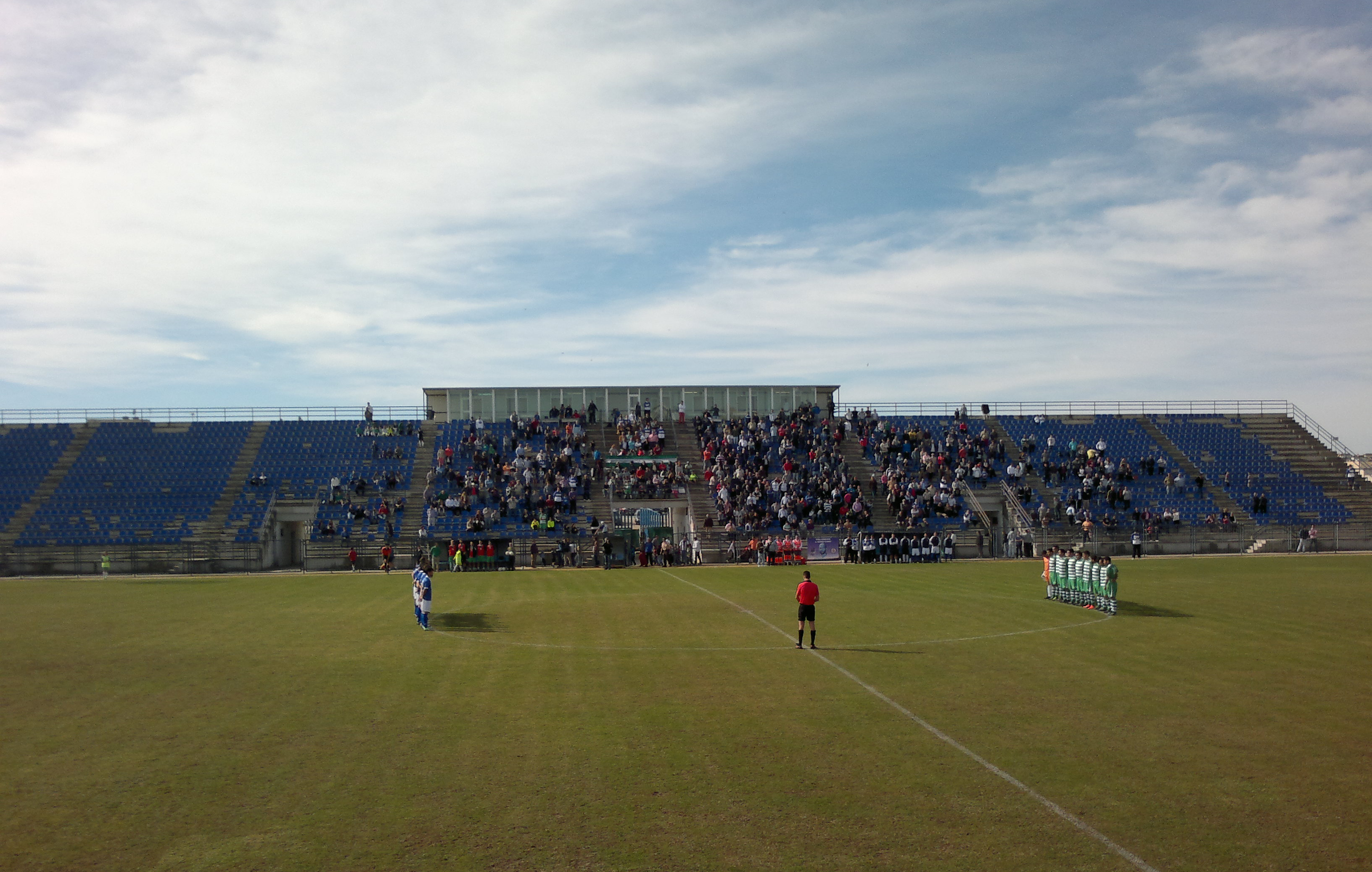
Federico Mayo C. F. B contra Xerez Deportivo F. C. en 2014

En junio de 2013, Joaquín Morales, presidente del Xerez Club Deportivo, anunció la liquidación del club por motivos económicos tras una deuda que arrastraba la entidad desde hacía años. Un grupo de aficionados se unió y juntos decidieron formar un nuevo club en sustitución del anterior. Por ello, el 28 de junio se fundó un nuevo club: el Xerez Deportivo F.C. Como consecuencia, Morales decidió vender el Xerez C.D. a Ricardo García, un empresario que había considerado liquidar otro club de la ciudad, el Jerez Industrial C. F.
El 17 de julio de 2013, el grupo Salvemos al Xerez celebró una sesión especial, la Asamblea Xerecista, en la que los aficionados del club tendrían que votar si querían que el nuevo Xerez Deportivo saliera a competir en la temporada 2013-14. El sí ganó con una mayoría del 75,79% por lo que el equipo empezaría a competir en la octava categoría del fútbol en Andalucía.
La primera temporada empezaría con Sixto de la Calle como presidente provisional. El 30 de diciembre de 2013, José Ravelo fue elegido nuevo presidente de la entidad. El 6 de abril de 2014, el Xerez Deportivo F.C. lograría el ascenso a la séptima categoría tras ganar por 3 goles a 1 al C. D. Guadiaro.
En el verano de 2014, la asamblea votó a favor de la creación de un equipo de fútbol sala y otro de atletismo, llegando posteriormente a un acuerdo con el equipo de fútbol sala S. D. Jerez 93 y el equipo de atletismo del Club Atletismo Chapín para incluir a ambos dentro del Xerez Deportivo F.C.
En la temporada siguiente, el club conseguiría 4102 abonados y además lograría captar a jugadores de categorías superiores para reforzar la plantilla. A principios de 2015, la junta directiva decidió democratizar el club y permitir que todos los socios asistieran a las asambleas y pudieran elegir al presidente. El 22 de febrero de 2015, el Xerez D.F.C. ascendió a la sexta categoría tras vencer por 6-0 al Espera C. F. . El 25 de mayo de 2015, Carlos Orúe dimitió como entrenador por desacuerdos con el director deportivo, Pedro Ruiz y con algunos de los jugadores. Fue reemplazado por Daniel Pendín.
El 7 de julio de 2015 se supo que el Xerez C.D. y el Xerez Deportivo F.C. estaban negociando para fusionar ambos clubes en uno solo. El 23 de julio se convocó una asamblea para tomar una decisión. Los socios del Xerez D.F.C. votaron sí a esa unión mientras 80 abonados del Xerez C.D. optaron por el no. finalmente se decidió cancelar la propuesta.
El 17 de agosto, se decidió crear un equipo de rugby. El Xerez Deportivo F.C. y el Club Rugby Xerez, equipo de rugby fundado en 1992, llegaron a un acuerdo de colaboración, por lo que el Club Rugby Xerez se convirtió en una disciplina más del equipo azulino. A principios de septiembre, la mayoría de los aficionados del Xerez D.F.C. mostraron su malestar con su junta directiva y el Ayuntamiento de Jerez por el uso del Estadio Municipal de Chapín.
En 2016, el Xerez Deportivo F.C. ascendió a la quinta división después de ganar 2-0 al Puerto Real Club de Fútbol. El 25 de mayo, la Estella C. D. se convertiría en el filial del Xerez D.F.C.. En el verano de 2016, el club finalizó el contrato de afiliación con los equipos de rugby y atletismo.
La temporada siguiente, el club logró 3300 socios. En lo deportivo, el club no empezó bien la competición y, debido a los malos resultados, el técnico Dani Pendín sería destituido. En su lugar llegaría Antonio Sánchez Franzón, que lograría darle la vuelta a los resultados. Mientras tanto, el director deportivo Pedro Ruiz no continuaría en el club debido a las quejas de los socios, siendo Juan Carlos Ramírez nombrado su sucesor.
En 2018 llegaría el ascenso a Tercera División. En su debut en la cuarta categoría del fútbol español lograrían un empate sin goles ante el Sevilla "C". Al final de temporada quedarían en quinta posición, empatado a puntos con el Algeciras C. F., que jugó promoción de ascenso.

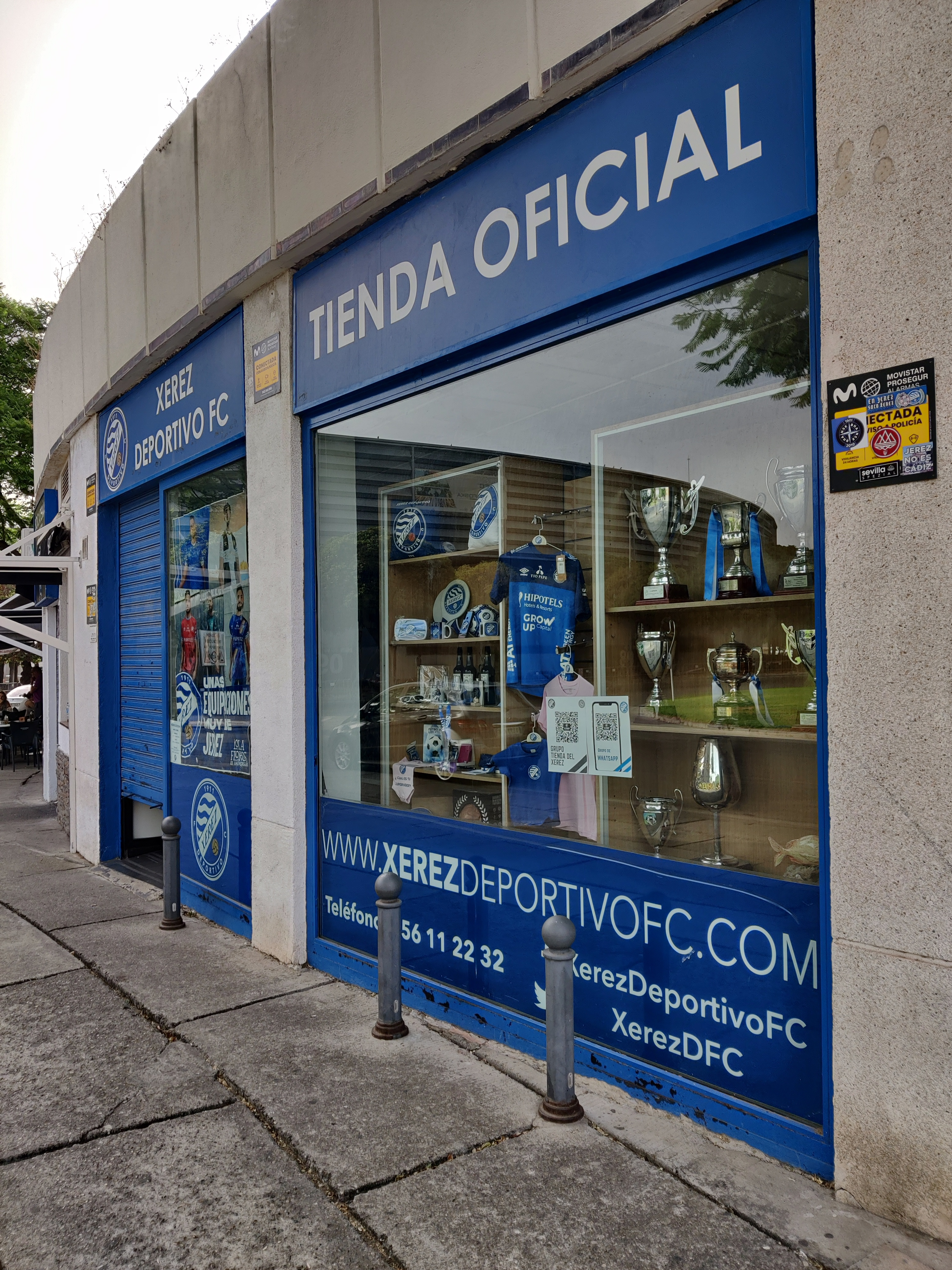
Tienda oficial con trofeos

En la temporada 2020-21 conseguirían ser líderes de su grupo, clasificándose así para la fase de ascenso a Segunda Federación logrando más tarde el ascenso de categoría.
Tras dos temporadas en Segunda Federación, el equipo descendería en la temporada 2022-23 tras quedar en la decimocuarta posición, en una temporada donde hasta tres entrenadores diferentes pasarían por el banquillo.

## Estadio
El Estadio Municipal de Chapín es un estadio multiusos ubicado en Jerez de la Frontera, España. Actualmente es utilizado principalmente para la práctica del fútbol, siendo el estadio donde juegan de local el Xerez Deportivo F. C. y el Xerez Club Deportivo. Fue construido en 1988 y tiene una capacidad de 20 523 espectadores.
En 2002, el estadio fue remodelado para albergar los Juegos Ecuestres Mundiales de 2002. Se techó toda la tribuna y se agregaron a las instalaciones un hotel, un spa y un gimnasio.

## Presidentes
Desde su fundación como club deportivo, Xerez ha contado con 6 presidentes, incluyendo a Sixto de la Calle, quien fuese el presidente de honor y fundador.
| N.º                            | Presidente                 | Año                                           |
| ------------------------------ | -------------------------- | --------------------------------------------- |
| Presidente de honor y fundador | Sixto de la Calle          | 28 de junio de 2013 – 30 de diciembre de 2013 |
| 1                              | José Ravelo                | 30 de diciembre de 2013 – 20 de junio de 2017 |
| 2                              | Rafael Coca                | 20 de junio de 2017 – 10 de junio de 2021     |
| 3                              | Ignacio de la Calle        | 10 de junio de 2021 – 25 de octubre de 2022   |
| 4                              | Jesús Viloita              | 25 de octubre de 2022 – 22 de marzo de 2024   |
| 5                              | Sebastián Alonso de Medina | 22 de marzo de 2024 – Presente                |

## Entrenadores
| Entrenador                   | Años      |
| ---------------------------- | --------- |
| Carlos Orúe                  | 2013–2015 |
| Dani Pendín                  | 2015–2016 |
| Juan Antonio Sánchez Franzón | 2016–2017 |
| Juan Luis Aguilocho          | 2017      |
| José Masegosa                | 2017–2019 |
| Andrés García Tébar          | 2019      |
| Josu Uribe                   | 2019–2020 |
| José Manuel Pérez Herrera    | 2020–2022 |
| Francis                      | 2022–2023 |
| Romerito                     | 2023      |
| David Sánchez                | 2023–2025 |
| Antonio Fernández            | 2025–     |